# 德龙埃肯
德龙埃肯是德国莱茵兰-普法尔茨州的一个市镇。总面积1.45平方公里，总人口124人，其中男性59人，女性65人（2011年12月31日），人口密度86人/平方公里。